# Кумаси
Кума́си (англ. Kumasi) — город в Гане, второй по величине после столицы страны Аккры. Население — 1 989 062 человек (2012), с пригородами — 2,5 млн (2005). Административный центр ганского региона Ашанти. В Кумаси расположена резиденция короля Ашанти — ашантихене (с 1695 года), легендарное место обретения золотого табурета.
Обслуживается аэропортом «Кумаси».
Поселения в этом месте известны ещё с эпохи неолита, но статус города Кумаси получил с 1615 года, когда стал центром будущей Империи Ашанти.
В городе базируется один из сильнейших футбольных клубов Африки «Асанте Котоко».

## Климат
| Показатель                    | Янв. | Фев. | Март  | Апр.  | Май   | Июнь  | Июль  | Авг. | Сен.  | Окт.  | Нояб. | Дек. | Год    |
| ----------------------------- | ---- | ---- | ----- | ----- | ----- | ----- | ----- | ---- | ----- | ----- | ----- | ---- | ------ |
| Средний суточный максимум, °C | 32,1 | 33,6 | 33,6  | 32,5  | 31,9  | 29,7  | 28,1  | 28,5 | 29,2  | 30,5  | 31,7  | 30,6 | 31,0   |
| Средняя температура, °C       | 26,6 | 27,6 | 27,9  | 27,4  | 27,3  | 25,9  | 24,7  | 24,4 | 25,4  | 26,0  | 26,8  | 25,8 | 26,3   |
| Средний суточный минимум, °C  | 21,0 | 21,7 | 22,2  | 22,3  | 22,7  | 22,0  | 21,3  | 20,4 | 21,6  | 21,5  | 22,0  | 20,9 | 21,6   |
| Норма осадков, мм             | 14,7 | 64,4 | 134,7 | 130,3 | 172,6 | 210,4 | 154,6 | 91,3 | 166,8 | 156,6 | 73,1  | 25,8 | 1395,3 |
| Источник: ,                   |      |      |       |       |       |       |       |      |       |       |       |      |        |

## Образование
- Университет науки и технологии Кваме Нкрума.

## Достопримечательности
- Методистский собор Уэсли

## Города-побратимы
Кумаси состоит в дружеских взаимоотношениях со следующими городами-побратимами:
- Буркина-Фасо, Уагадугу
- Кот-д’Ивуар, Трешвиль (Абиджан)
- Нидерланды, Алмере
- США, Ньюарк, Нью-Джерси
- США, Уинстон-Сейлем, Северная Каролина
- США, Шарлотт, Северная Каролина